# Alcyonium acaule
Alcyonium acaule är en korallart som beskrevs av Marion 1878. Alcyonium acaule ingår i släktet Alcyonium och familjen läderkoraller. Inga underarter finns listade i Catalogue of Life.

## Bildgalleri

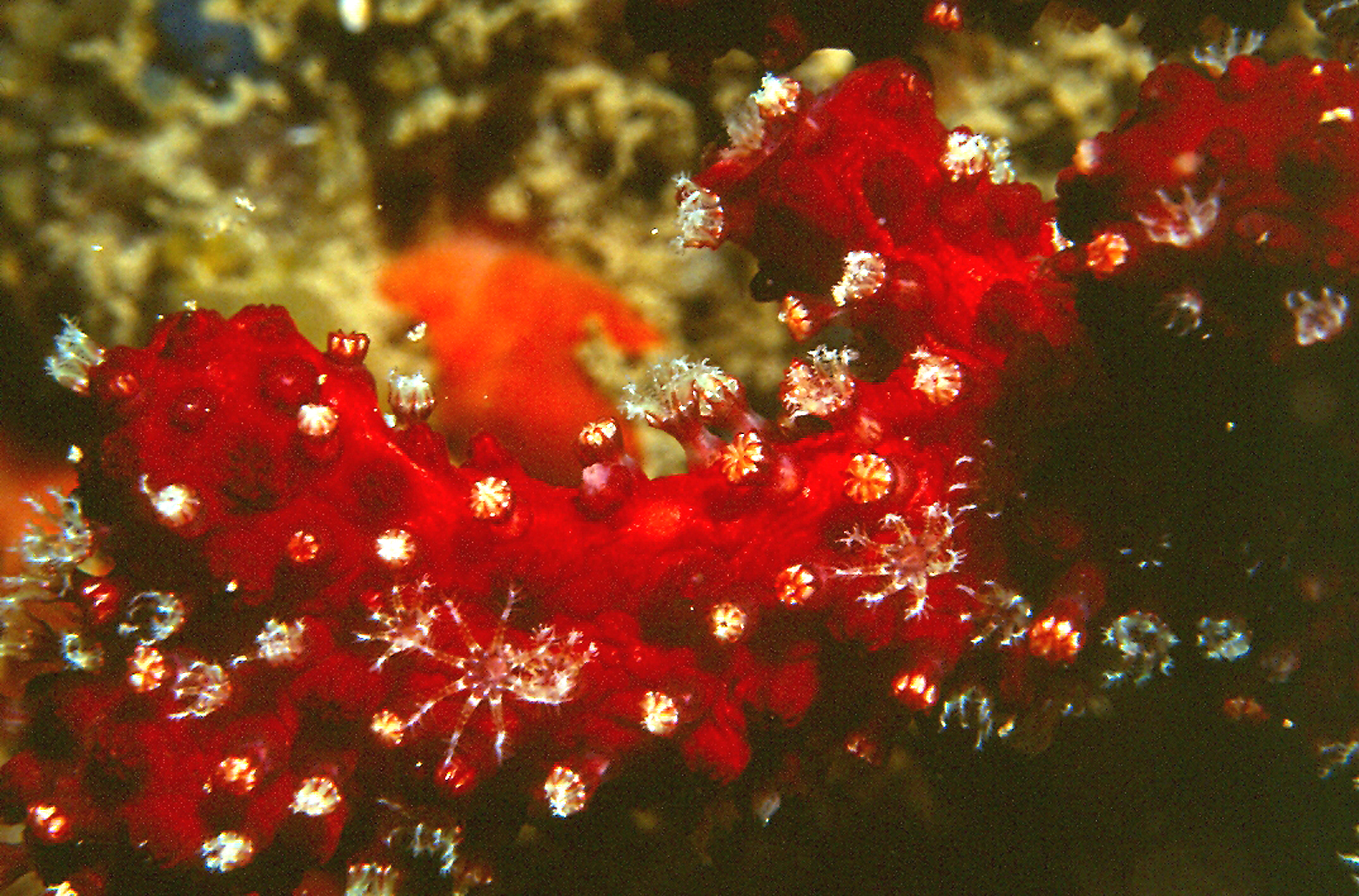
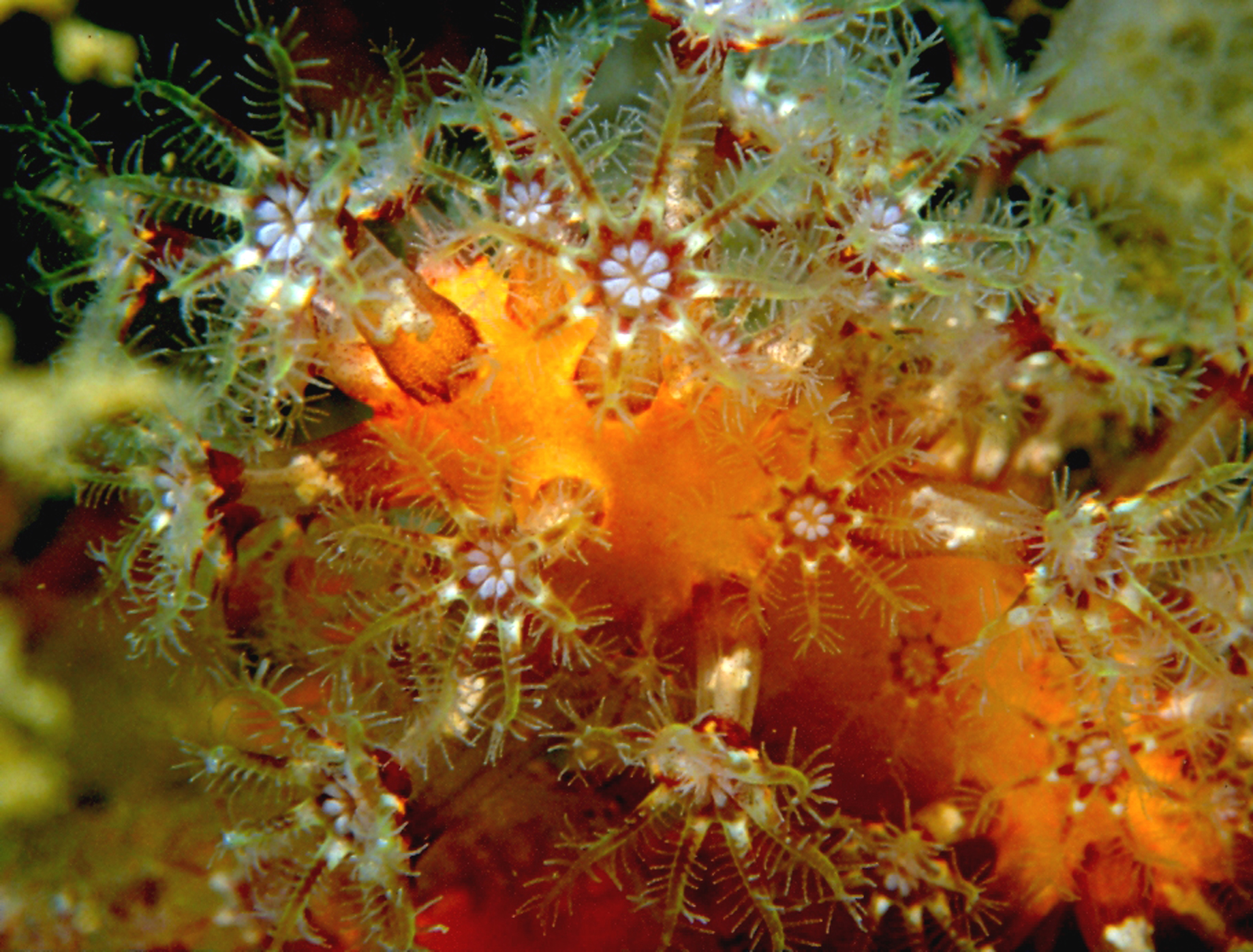
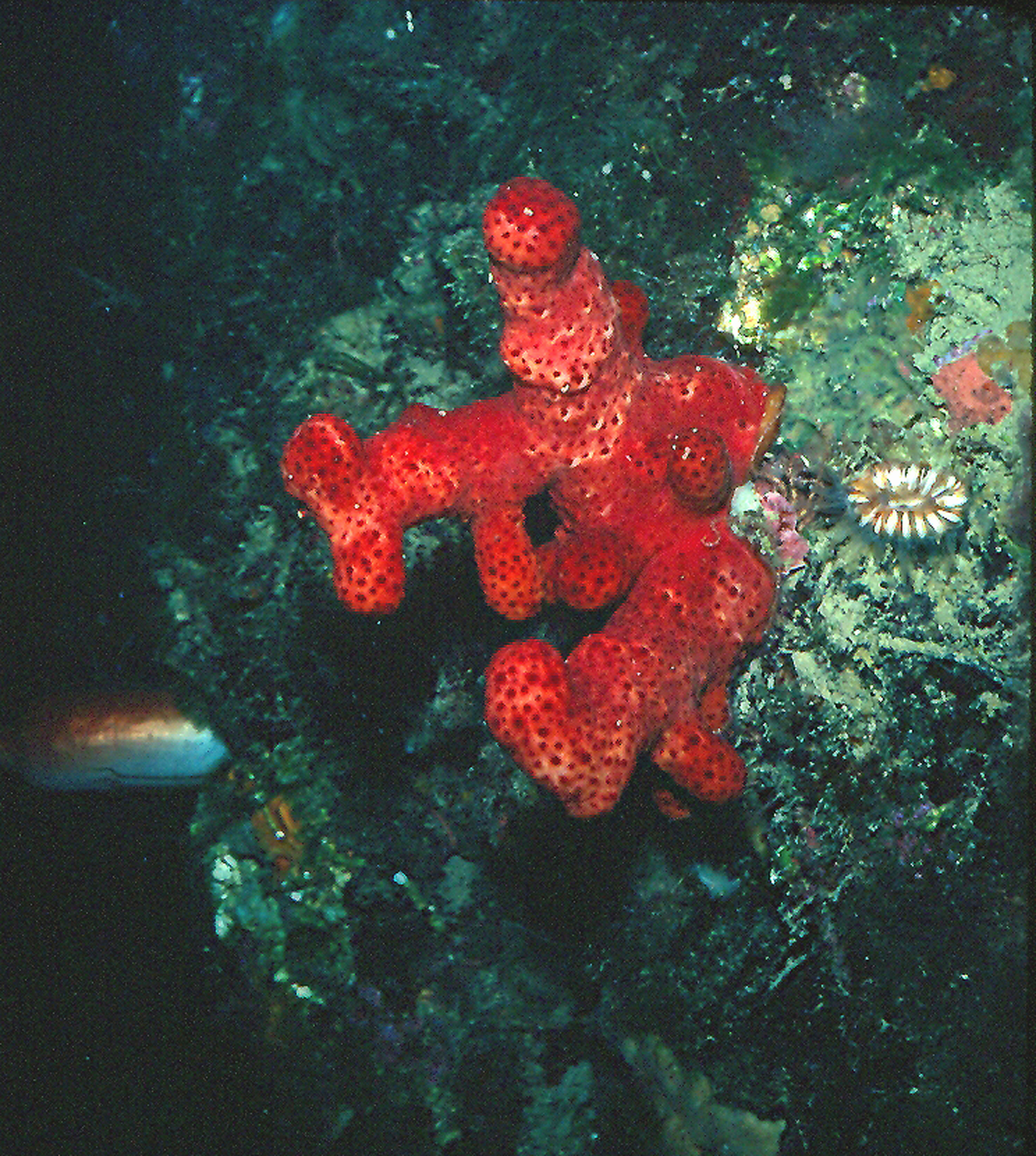
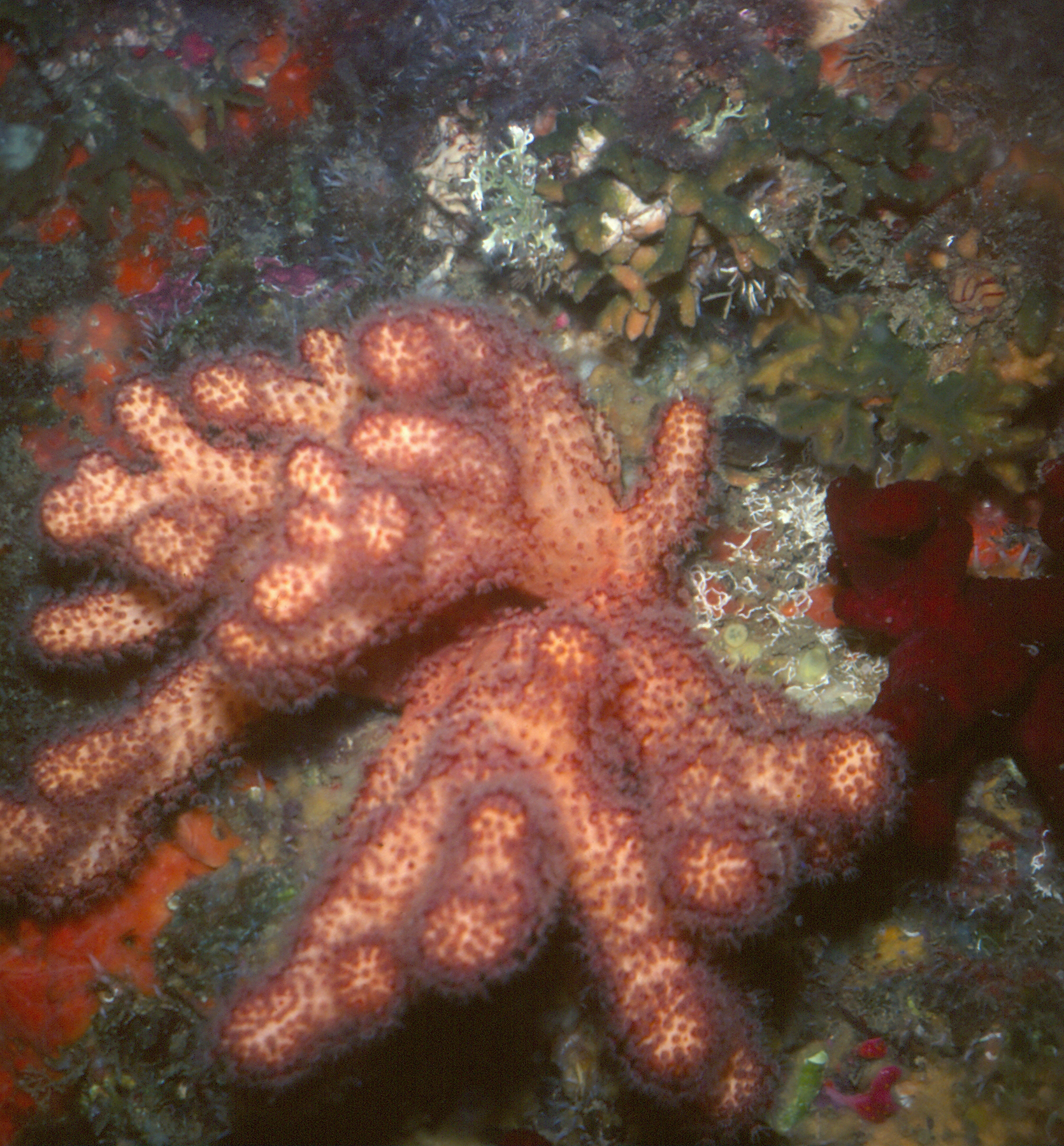
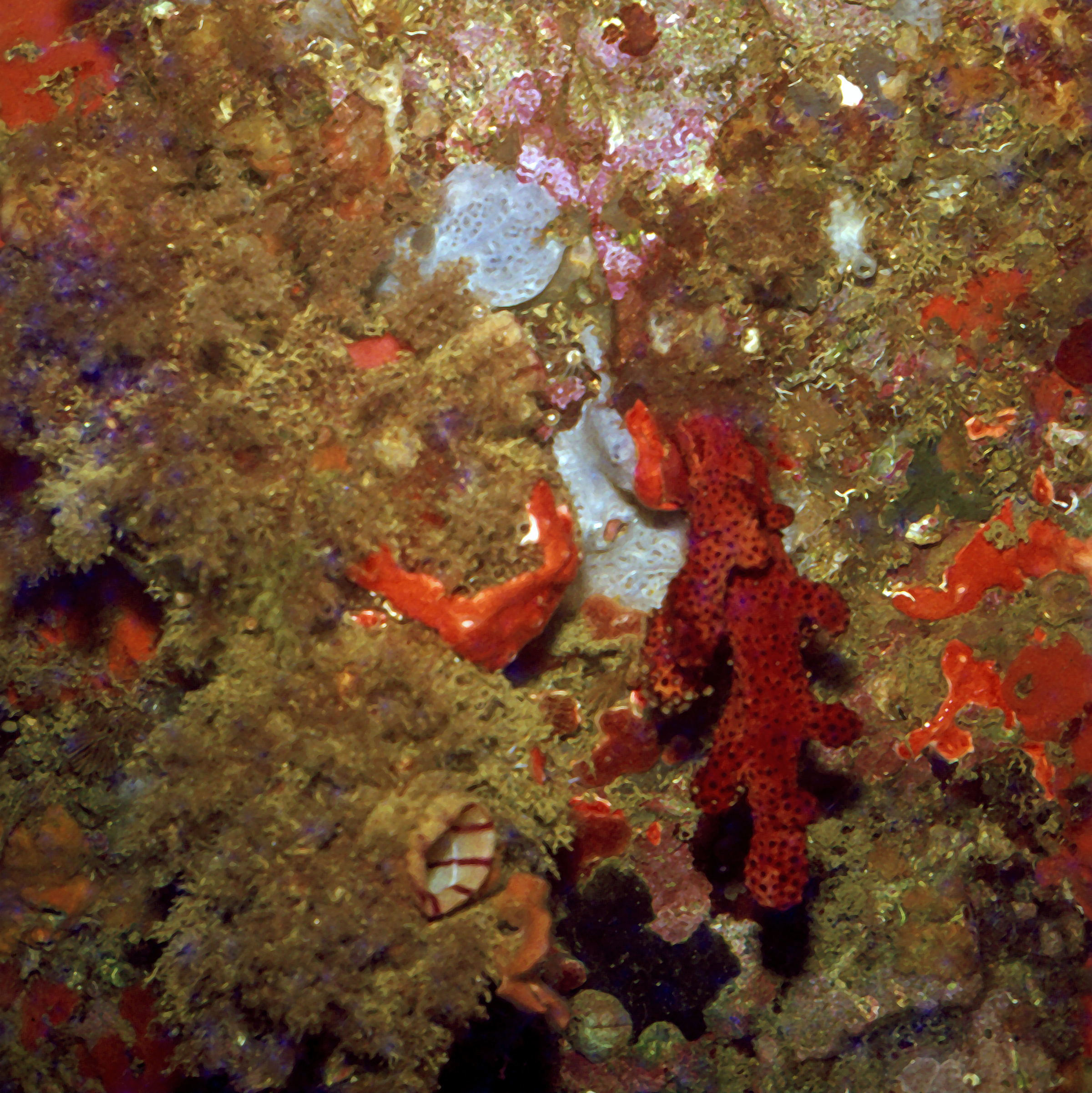
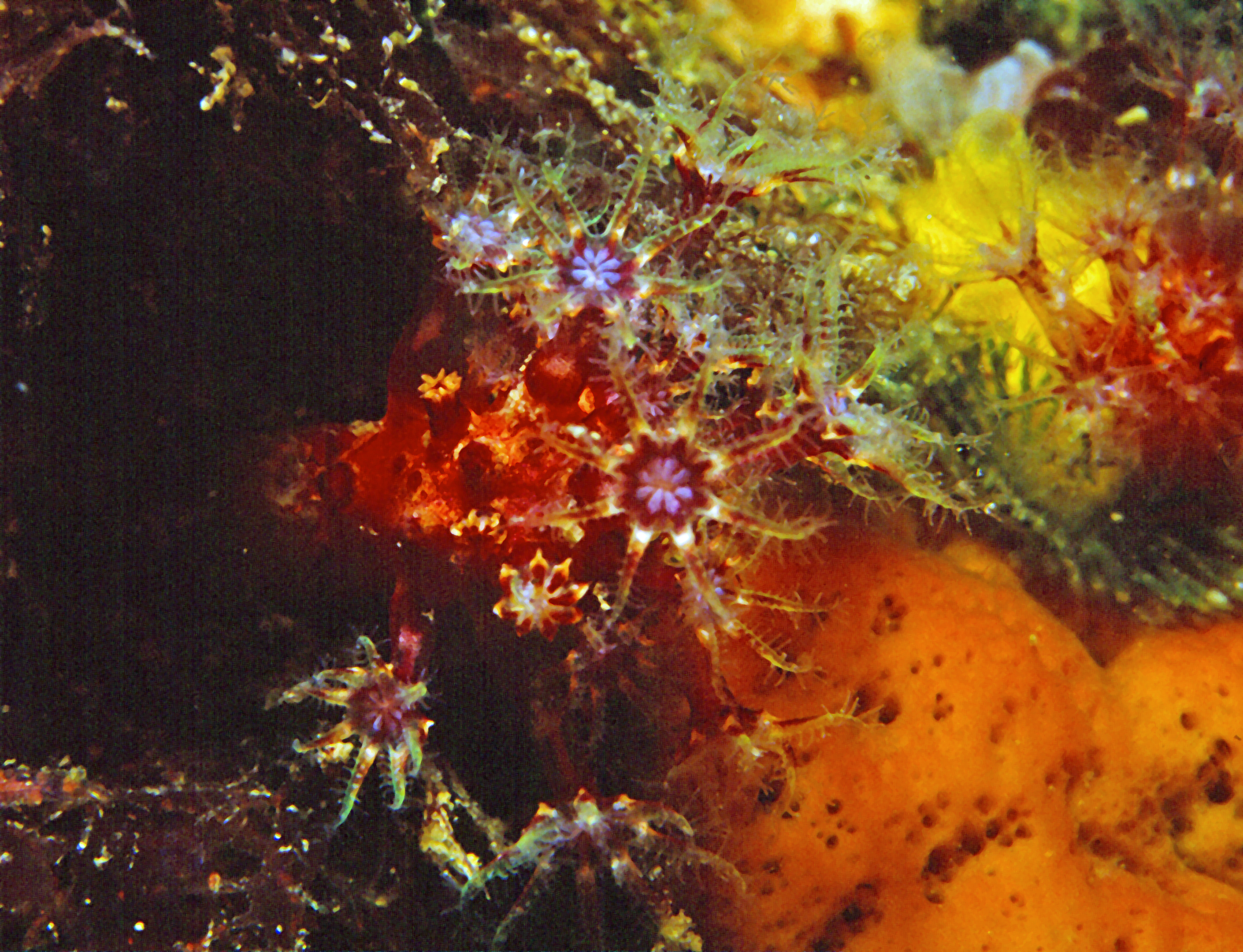